# 이리 (어류)

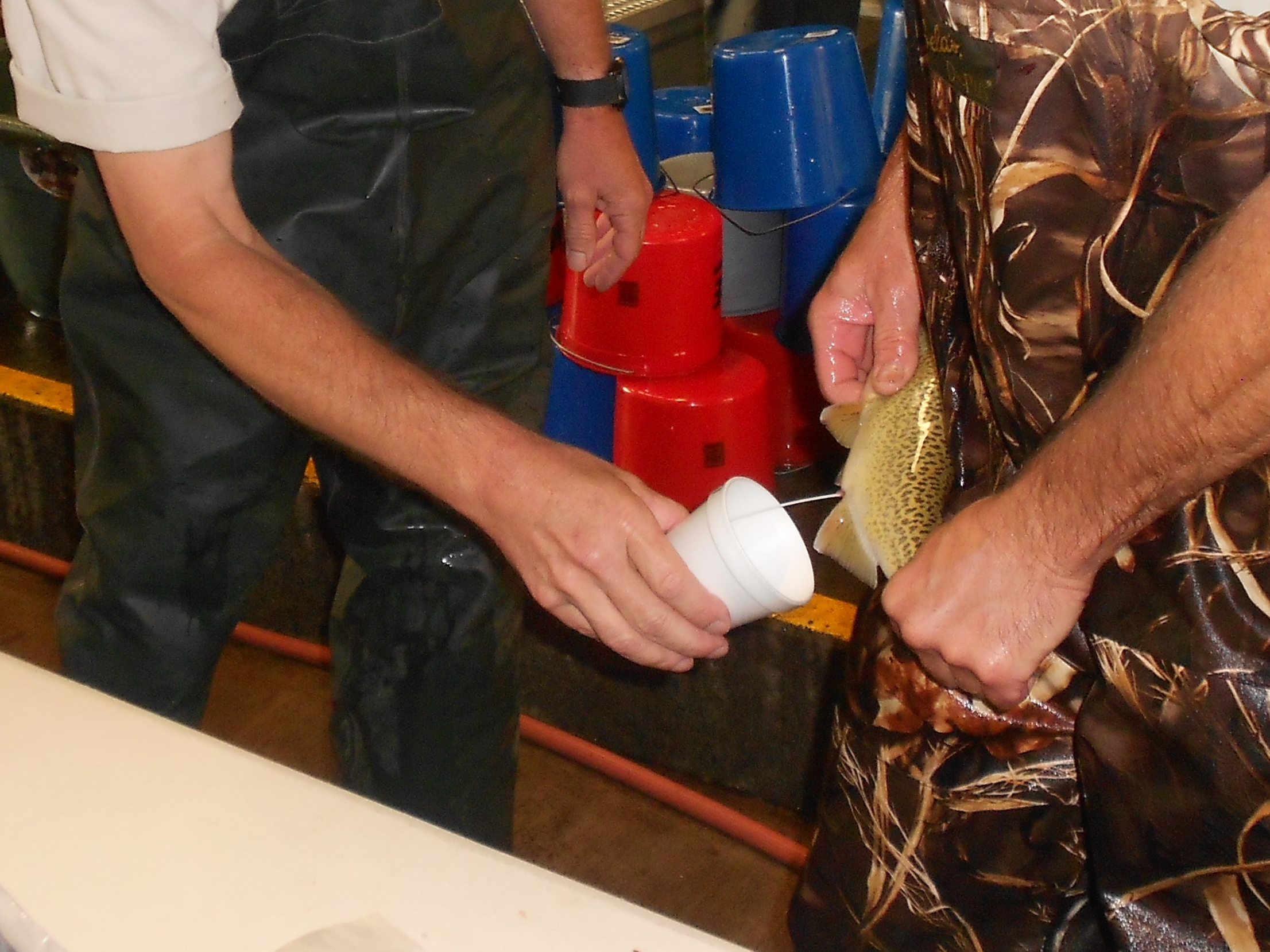
왕연어 이리를 수집하는 모습

이리(Milt)는 어류, 연체동물 등의 정액을 뜻한다.

## 음식으로서 요리
- 러시아: 청어의 이리를 식초에 절인 채 먹는다.
- 일본: 이리를 白子(시라코)라 부르는데, 대구, 아귀, 연어, 오징어, 복어 등의 이리를 먹는다.
- 시칠리아: 참치의 이리를 "라튬(Lattume)"이라 부르며 파스타 토핑으로 먹는다.
- 루마니아: 잉어와 다른 민물고기의 이리를 구워서 먹는다.

## 같이 보기
- 별미